# Kék fülemüle
A kék fülemüle (Larvivora cyane) a madarak (Aves) osztályának verébalakúak (Passeriformes) rendjébe, ezen belül a légykapófélék (Muscicapidae) családjába tartozó faj.
A Larvivora madárnem típusfaja.

## Rendszertani besorolása
Leírása óta ennek a kis énekesmadárnak többször is cserélték a rendszertani besorolását. Hamarább a rigófélék (Turdidae) közé sorolták. Később áthelyezték a légykapófélék (Muscicapidae) közé, a Luscinia nevű madárnembe. Azonban az újabb molekuláris törzsfejlődéses (philogenesis) kutatásoknak köszönhetően megtudtuk, hogy ez a madár, néhány másik Luscinia-fajjal együtt nem ebbe a nembe tartozik. A Lusciniából kivont fajoknak és a két ázsiai Erithacus-fajnak, megalkották, vagyis újrahasznosították, az 1837-ben megalkotott Larvivora madárnemet.

## Előfordulása
A kék fülemüle vonuló madár. Az előfordulási területe a meleg évszakban Kelet-Ázsia és Japán, míg a hűvös évszakban, Délkelet-Ázsia és Indonézia. Európában igen ritka vendég; még Pakisztánban is ritkának számít.

## Alfajai
- Larvivora cyane bochaiensis - Közép-Szibéria déli része és észak-Mongólia
- Larvivora cyane cyane - Kelet-Szibéria, Kína északkeleti része és a Koreai-félsziget
- Larvivora cyane nechaevi - Szahalin, a Kuril-szigetek és Japán

## Megjelenése
Ez a madárfaj nagyobb, mint az európai vörösbegy (Erithacus rubecula). Az udvarló hím tollazatának színe, felül kék - több árnyalatban - és alul fehér. A tojó kevésbé színes, a háti része barnás, míg hasi része piszkos fehéres. A sötét szeme jól elüt a világosbarna pofájától.

## Életmódja
Vonuló és rovarevő énekesmadár.

## Képek

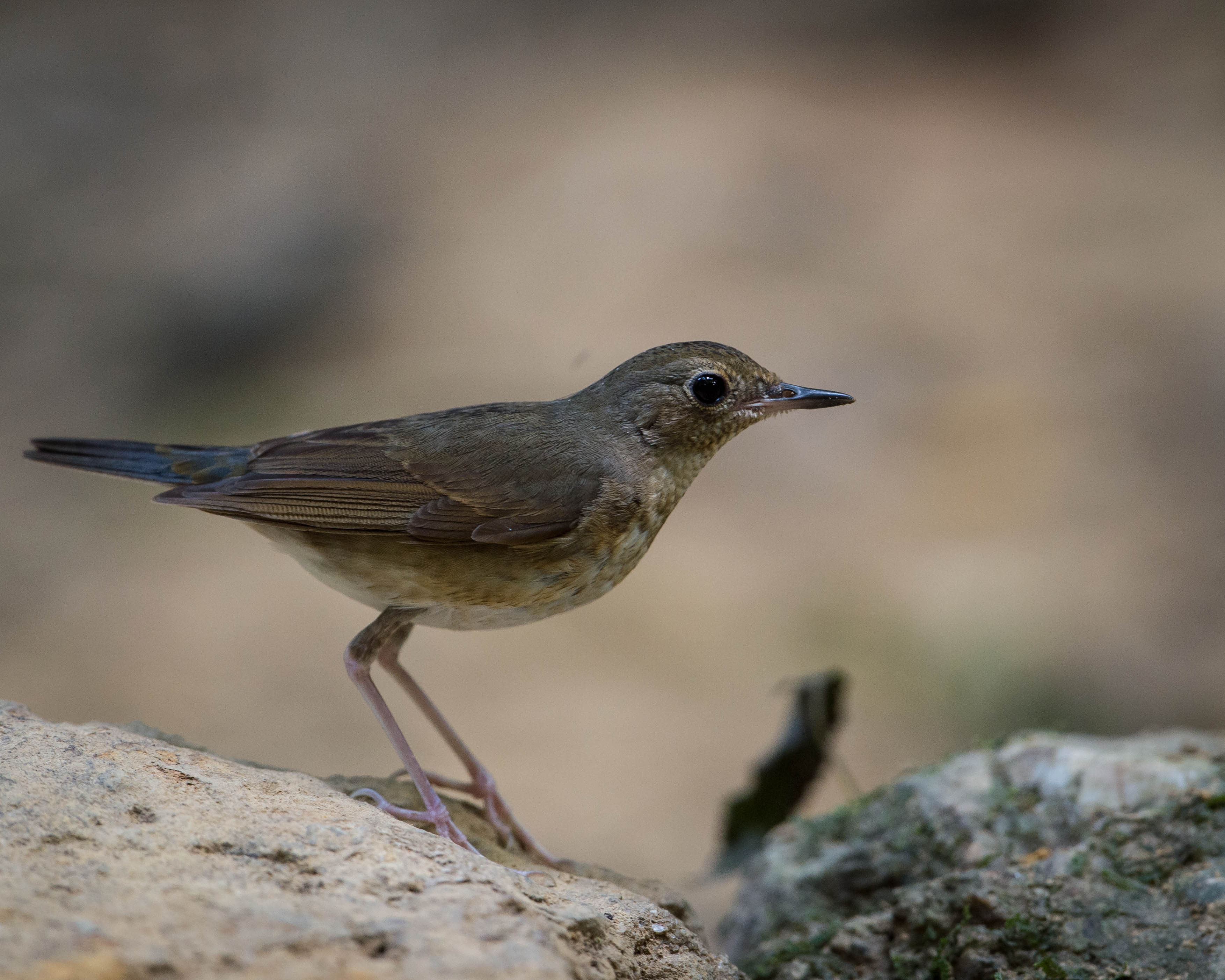
Fiatal tojó
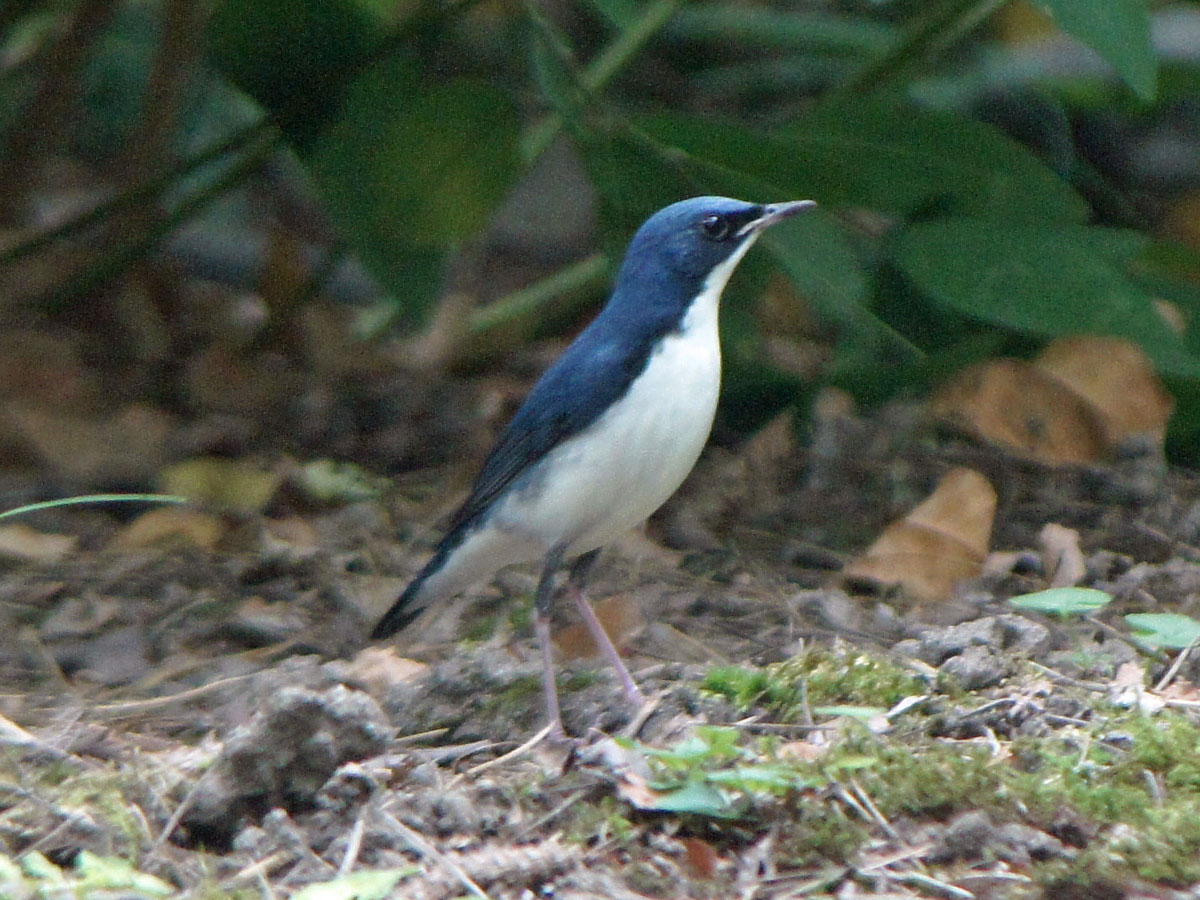
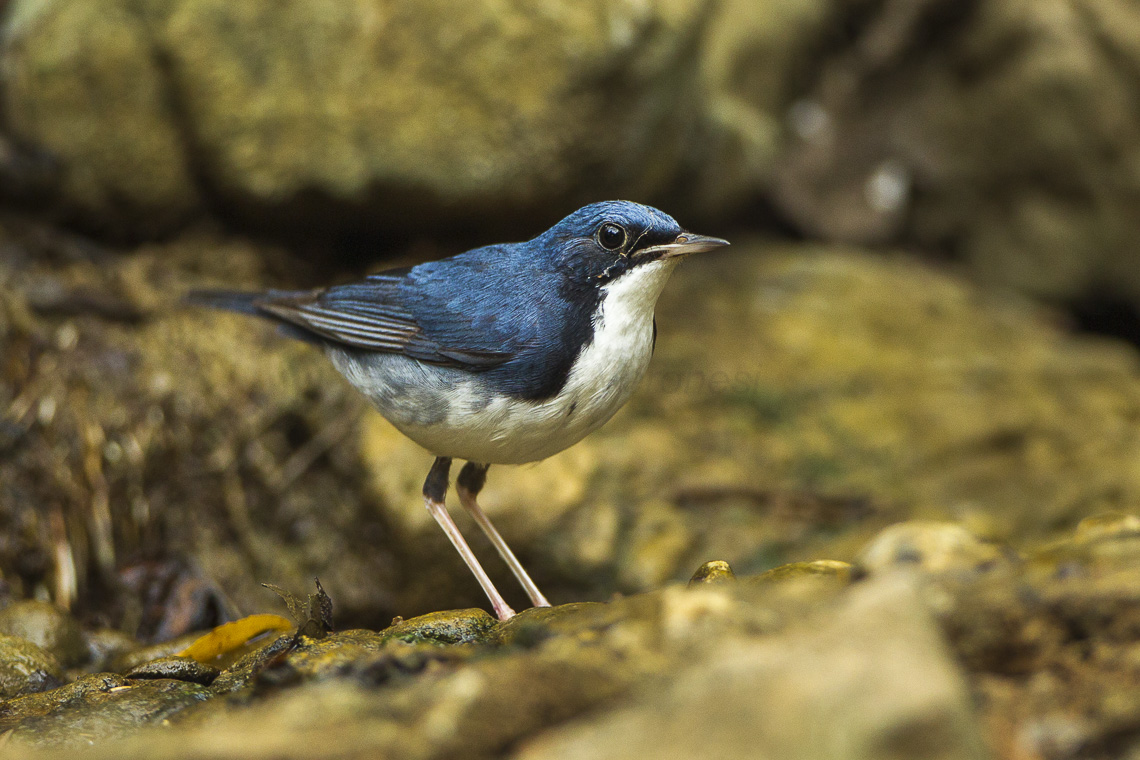
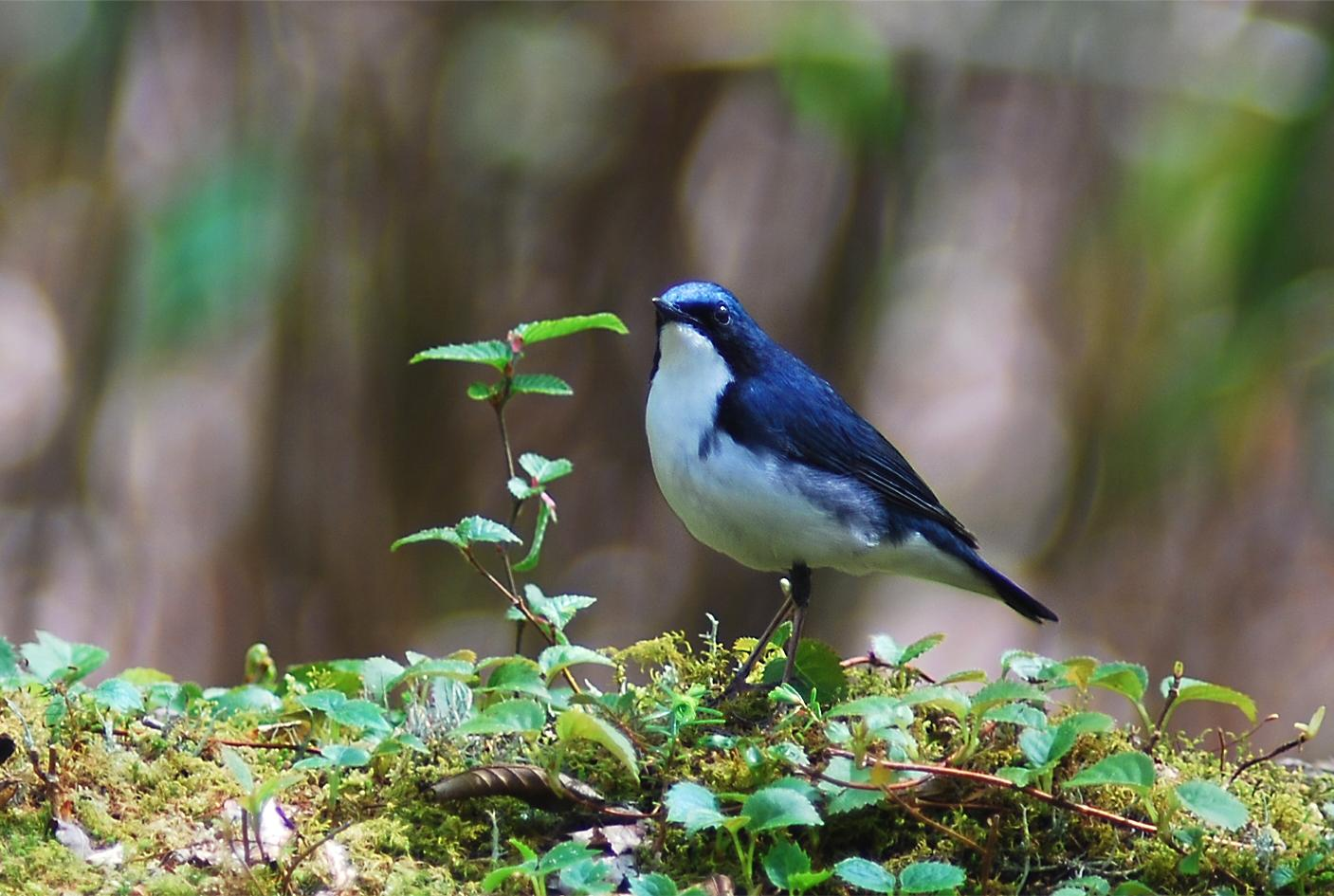

## Fordítás
- Ez a szócikk részben vagy egészben  a   Siberian blue robin című angol Wikipédia-szócikk ezen változatának fordításán alapul.  Az eredeti cikk szerkesztőit annak laptörténete sorolja fel. Ez a jelzés csupán a megfogalmazás eredetét és a szerzői jogokat jelzi, nem szolgál a cikkben szereplő információk forrásmegjelöléseként.